# Plator pennatus
Plator pennatus is een spinnensoort uit de familie Trochanteriidae. De soort komt voor in China.